# Vespa bicolor
Vespa bicolor – gatunek owada z rodziny osowatych (Vespidae), sklasyfikowany przez Fabriciusa w 1787 roku.
Gatunek ten występuje w Azji Południowej – w północnych Indiach, Nepalu, Bhutanie oraz w kontynentalnej części Azji Południowo-Wschodniej. 
Jest to jeden z mniejszych przedstawicieli rodzaju Vespa. Robotnice mają 15–22 mm, trutnie pomiędzy 19–23 mm, królowa może mieć do 25 mm długości. Odwłok żółty z czarnym trójkątem na tułowiu.